# Épi
Épi (auch Epi, früher vereinzelt Tasiko oder Volcano Island genannt) ist eine Insel der Neuen Hebriden und liegt im Zentrum des südpazifischen Inselstaats Vanuatu. Sie liegt nördlich der Shepherd-Inseln, mit denen (und der Insel Éfaté) sie die vanuatuische Provinz Shefa bildet.
Épi ist vulkanischen Ursprungs und von unregelmäßiger Form. Die Insel erstreckt sich von Nordwesten nach Südosten über 43 Kilometer Luftlinie und ist nur in der Mitte 18 Kilometer breit. Ihre Fläche beträgt etwa 445 km². Den höchsten Punkt bildet der 833 Meter hohe Vulkan Mount Pomare.
Die Insel wird überwiegend in den Küstenregionen bewohnt; 1986 lebten 3035 Menschen auf Épi. Durch steigende touristische Nachfrage entstanden in der Folgezeit in den küstennahen Nord- und Südgebieten einige Bungalowanlagen. Die Insel kann heute über zwei Start- und Landebahnen mit Naturpisten per Kleinflugzeug erreicht werden.